# Jassim Bin Hamadstadion
Het Jassim Bin Hamadstadion (Arabisch: ملعب جاسم بن حمد) is een multifunctioneel stadion in Doha, een stad in Qatar. In het stadion is plaats voor 15.000 toeschouwers. Het stadion werd geopend in 1974. Het werd in 2004 grondig gerenoveerd. In dat jaar werd dit stadion gebruikt voor de Golf Cup of Nations. Het stadion wordt vooral gebruikt voor voetbalwedstrijden, maar er zijn ook faciliteiten om atletiekwedstrijden te spelen. De voetbalclub Al-Sadd maakt gebruik van dit stadion. Verder speelt ook het nationale voetbalelftal van Qatar regelmatig in dit stadion.

## Internationale toernooien
In 2006 werd dit stadion gebruikt voor voetbal op de Aziatische Spelen 2006. In 2011 werden er wedstrijden gespeeld voor het Aziatisch kampioenschap voetbal. Het toernooi werd van 7 tot en met 29 januari in Qatar gespeeld. In dit stadion waren 3 groepswedstrijden, de kwartfinale tussen Australië en Irak (1–0) en de troostfinale tussen Oezbekistan en Zuid-Korea (2–3). Twee keer werd de finale van de Supercoppa (Italië) hier gespeeld, dat was in 2014 en 2016.

### Aziatisch kampioenschap voetbal 2023
Tijdens het Aziatisch kampioenschap voetbal worden er zeven wedstrijden in dit stadion gespeeld, zes groepswedstrijden en een achtste finale.
| Datum           | Tijd  | Thuisteam    | Uitslag | Uitteam   | Competitie     | Toeschouwers | Onderlingsresultaat |
| --------------- | ----- | ------------ | ------- | --------- | -------------- | ------------ | ------------------- |
| 13 januari 2024 | 20:30 | Oezbekistan  | 0–0     | Syrië     | Groepsfase     | 10.198       | onderling resultaat |
| 15 januari 2024 | 14:30 | Zuid-Korea   | 3–1     | Bahrein   | Groepsfase     | 8.388        | onderling resultaat |
| 18 januari 2024 | 14:30 | Syrië        | 0–1     | Australië | Groepsfase     | 10.097       | onderling resultaat |
| 20 januari 2024 | 17:30 | Bahrein      | 1–0     | Maleisië  | Groepsfase     | 10.386       | onderling resultaat |
| 22 januari 2024 | 18:00 | Tadzjikistan | 2–1     | Libanon   | Groepsfase     | 11.843       | onderling resultaat |
| 24 januari 2024 | 14:30 | Irak         | 3–2     | Vietnam   | Groepsfase     | 8.932        | onderling resultaat |
| 28 januari 2024 | 14:30 | Australië    | 4–0     | Indonesië | Achtste finale | 7.863        | onderling resultaat |